# Apache (låt)
Apache är en instrumentallåt skriven av Jerry Lordan som har blivit en av de mest berömda instrumentala melodierna under andra hälften av 1900-talet.
Lordan komponerade låten efter att ha sett filmen Apache 1959. Stämningen i filmen bidrog till att han ville göra en instrumental låt som passade till. Han lät Bert Weedon spela in låten men Jerry Lordan tyckte versionen saknade inlevelse. År 1960 åkte Lordan i turnébuss med Cliff Richard och The Shadows. The Shadows hade haft problem att producera en hitlåt, och Lordan föreslog dem då Apache. De spelade in den och den blev en stor hit i bland annat Storbritannien. I Nordamerika var det istället den danske jazzgitarristen Jørgen Ingmanns version som blev en hit.
Sedan dess har den spelats in ett otal gånger, remixats och anpassats till många musikgenrer, inte minst inom hiphopen.